# Джоанна Уэльская
Джоанна Уэльская (англ. Joan of Wales; до 1200 — 20 марта 1236 или 2 февраля 1237) — внебрачная дочь короля Англии Джона Безземельного, жена принца Уэльского Лливелина ап Иорверта. Много лет выступала посредником между английской короной и Гвинедом.

## Биография
Джоанна была внебрачной дочерью короля Англии Джона Безземельного из династии Плантагенетов. Имя её матери точно неизвестно. Анналы Тьюксбери сообщают, что это была «королева Клеменция», в историографии есть гипотеза в пользу Агаты Феррерс, дочери Уильяма де Феррерса, 3-го графа Дерби, и Сибиллы де Браоз. Римский папа Гонорий III в 1226 году признал Джоанну законнорождённой.
Источники не называют дату рождения Джоанны. По разным версиям, девочка появилась на свет незадолго до 1200 года, когда её отец вступил во второй брак, или до 1195 года. В 1203 году некая «дочь короля» была переправлена в Англию из Нормандии, и это могла быть именно Джоанна. Вскоре Джон обручил дочь с принцем Гвинеда Лливелином ап Иорвертом, который получил замок Эллесмер как часть приданого. Брак был заключён, по данным Честерской хроники, в 1204 году, а согласно Вустерской хронике — в 1206 году. В качестве жены Лливелина Джоанна неоднократно становилась посредником между Уэльсом и английской короной. Так, в 1211 году, когда Лливелин терпел поражения в войне с Англией, он отправил жену на переговоры; та смогла добиться мира, по которому Лливелин ценой территориальных уступок и выплаты контрибуции сохранил независимость. Когда Джон готовил новое вторжение в Уэльс в 1212 году, Джоанна предупредила его о заговоре среди его баронов, и в результате король отказался от похода, а Лливелин смог отвоевать потерянные ранее территории. В 1214—1215 годах Джоанна добилась освобождения валлийских заложников, содержавшихся в Англии.
После смерти отца Джоанна сохранила добрые отношения с новым королём Англии — своим единокровным братом Генрихом III. Она лично встречалась с Генрихом в сентябре 1224 года в Вустере, осенью 1228 года в Шрусбери. 13 октября 1229 года Джоанна и её сын Давид, действуя, предположительно, как представители Лливелина, принесли английскому королю вассальную присягу в Вестминстере. Генрих даровал сестре манор Ротли в Лестершире (1225) и поместье Кондовер в Шропшире (1226). Впрочем, в 1228 году эти пожалования были конфискованы.
В 1230 году в жизни Джоанны Уэльской произошёл резкий поворот. Муж застал её при крайне компрометирующих обстоятельствах с Уильямом де Браозом, одним из английских лордов Валлийской марки, который приехал к валлийскому двору, чтобы навестить свою дочь, помолвленную с сыном Лливелина и Джоанны. Принц Уэльса приказал повесить Браоза, а неверную жену отправил в заключение. Спустя год Джоанне всё-таки удалось примириться с мужем, и в 1232 году она была в составе делегации, прибывшей в Шрусбери к Генриху III. Впрочем, существует альтернативная версия этих событий: Лливелин изначально хотел расправиться с Браозом под благовидным предлогом, и измена Джоанны могла быть либо выдумана, либо инсценирована.
Джоанна Уэльская умерла, по разным данным, 20 марта 1236 или 2 февраля 1237 года. Её похоронили на острове Англси, где Лливелин основал в память о ней небольшой францисканский монастырь, разгромленный во время Реформации в XVI веке. В начале XIX века был случайно найден гроб Джоанны, использовавшийся в качестве поилки для лошадей.

## Семья
У Джоанны Уэльской было по крайней мере двое детей от Лливелина:
- Элен (1207—1253); 1-й муж — Джон Шотландский, 9-й граф Хантингдон; 2-й муж — Роберт де Квинси;
- Давид II ап Лливелин (около 1215—1246), принц Гвинеда и Уэльса.

Кроме того, Джоанна могла быть матерью ещё трёх дочерей Лливелина:
- Гвладис Ди (умерла в 1251 году); 1-й муж — Реджинальд де Браоз; 2-й муж — Ральф де Мортимер, барон Вигмор;
- Мараред (Маргарет) (умерла после 1268 года); 1-й муж — Браоз, Джон де, 7-й барон Брамбер; 2-й муж — Уолтер III де Клиффорд[3];
- Сьюзен[4].

## В культуре
Джоанна Уэльская стала героиней ряда произведений художественной литературы: пьесы Сондерса Льюиса «Дочь английского короля», романа Эллис Питерс «Зелёная ветка», романа Шэрон Кей Пенман «Здесь обитают драконы».